# Comércio de eletricidade
Comércio de eletricidade é a venda de pacotes de energia elétrica, que são distribuidos através de geradores de energia com o uso de tecnologias ou atividades de economia de energia, que podem incluir atividades, manutenção e controle necessários para prestar o serviço que é fornecida com base em um contrato e que normalmente leva a uma melhoria da eficiência energética verificável e mensurável ou estimada à economia de energia. Esse comércio de pacotes de energia está bastante presente em países como Nova Zelândia e Austrália.